# Torpille Mark 54
La Torpille Mark 54 est une torpille aérienne utilisée dans la lutte anti-sous-marine. Elle est de conception et de fabrication américaine.

## Développement
Elle a été conçue par la société Raytheon en collaboration avec la marine américaine pour remplacer les torpilles Mark 46 et Mark 50.

## Description
Elle peut être tirée depuis le lance-torpille Mk 32 SVTT.

## Utilisateurs
- États-Unis : Utilisateur principal.
- Australie : Acquis pour la Royal Australian Navy[1].
- Brésil : Son achat est approuvé pour 2020[2].
- Corée du Sud : Son achat est approuvé pour 2022[3].
- Espagne : 30 unités pour les futures frégates de la classe F-110 de la Armada[4]
- Allemagne : 64 unités commandées en juillet 2020 pour les avions de patrouille maritime P-3C Orion puis 80 unités commandées fin 2023 en vue d'équiper les futurs P-8A Poseidon de la Marine allemande[5].